# Rajagopalan Parthasarathy
Rajagopalan Parthasarathy est un mathématicien indien spécialisé dans la théorie des représentations des groupes de Lie et des algèbres de Lie.
Il reçoit en 1985 le prix Shanti Swarup Bhatnagar de sciences et technologie, la plus haute distinction scientifique en Inde, dans la catégorie des sciences mathématiques.
Parthasarathy est un expert en théorie des représentations des groupes de Lie semi-simples. Ses premiers travaux portent sur la réalisation de la série dite discrète de représentations d'un groupe de Lie semi-simple dans l'espace des spineurs de Dirac. Il fait considérablement avancer de nombreux problèmes centraux de la théorie des représentations. Ses travaux sur la résolution de la conjecture de Blattner (en) et la question de l'unitarisabilité de certains modules de plus haut poids sont des contributions significatives dans ce domaine des mathématiques.